# 1 Uralski Kozacki Pułk
1 Uralski Kozacki Pułk – pułk radziecki utworzony wiosną 1920 z jeńców kozackich, będących żołnierzami Białej Armii.
Dowódcą pułku był płk Sidorownin.
W lipcu 1920, w czasie ataku 25 Dywizji Strzeleckiej im. Czapajewa na polskie miasto Chełm, 1 Uralski Kozacki Pułk przeszedł na stronę Wojska Polskiego.